# Капитолийская триада
Капитолийская триада — три важнейших божества в Древнем Риме: Юпитер, Юнона и Минерва, почитавшиеся в Капитолийском храме.
Термин «Капитолийская триада» был введён в XIX веке. Культ триады, возможно, был этрусского происхождения (Тиния, Уни и Менрва), так как есть археологические находки, подтверждающие эту версию. Некоторые исследования предполагают, что изначально у римлян была иная, архаическая триада, соответствующая общей индоевропейской модели (Юпитер, Марс и Квирин). Культ триады почитался в различных римских колониях. Почитание Капитолийской триады прекратилось вместе с разрушением храма вандалами в 455 году.